# Костриця валіська
Костриця валіська (Festuca valesiaca) — багаторічна трав'яниста щільнодерниста рослина з роду костриця (Festuca) родини тонконогових (Poaceae). Кострицю валіську зрідка називають типчако́м, серед народних назв також типець.

## Опис
Величезна кількість щетиноподібних, звивистих, згорнутих уздовж сизих листків створює густу щітку до 1  см у діаметрі. Плідних пагонів небагато. Рослина зазвичай виростає до 20—25 см заввишки і закінчується вузькою волоттю з досить великих 5—6 квіткових колосків. Нижня квіткова луска з остюком 4—7 мм завдовжки. Плід — зернівка. Цвіте в травні — червні. Росте на ущільнених ґрунтах у степах, сухих луках, сухих сонячних схилах, кам'янистих місцях по всій Україні. Єдиною незайманою територією з переважанням костриці валіської в Україні (і в Європі взагалі) є заповідний степ в Асканії-Нова[джерело?].

## Значення і застосування
Костриця валіська є найкращою пасовищно-кормовою рослиною в степу й напівпустелі; особливо охоче поїдається дрібною худобою й кіньми, будучи для них кормом навесні. Цінна вона ще й тим, що, розвиваючись сильно на початку літа, в серпні випускає нове листя, що служить кормом на осінніх і зимових пасовищах. Збою не боїться і, навпаки, інтенсивний випас худоби на ковилово-типчакових степах призводить до витіснення ковили, що тільки покращує пасовище. За характером росту для косовиці не придатний; врожайність до 0,4-0,8 т з га. Для величезних просторів північного і центрального Казахстану є основною пасовищною рослиною. Застосовується для влаштування газонів.